# Chambolle-Musigny
Chambolle-Musigny är en kommun i departementet Côte-d'Or i regionen Bourgogne-Franche-Comté i östra Frankrike. Kommunen ligger i kantonen Gevrey-Chambertin som tillhör arrondissementet Dijon. År 2022 hade Chambolle-Musigny 268 invånare.

## Befolkningsutveckling
Antalet invånare i kommunen Chambolle-Musigny
Referens:INSEE